# De Schicht
De Schicht is een monument op het eiland Texel dat herinnert aan de verhoging van de dijken tot deltahoogte.

## Watersnoodramp
De watersnoodramp van 1953, waarbij een groot deel van de provincie Zeeland onder water kwam te staan, had ook gevolgen voor het eiland Texel. De Polder De Eendracht overstroomde en zes Texelse mannen kwamen om het leven. Na deze watersnoodramp zijn alle dijken op het eiland tot deltahoogte opgehoogd om een volgende watersnoodramp te voorkomen. Dit is gebeurd tussen 1961 en 1981.

## Monument
Het monument is uitgevoerd in staal en is geplaatst op een sokkel van basaltstenen. De plaats van De Schicht is ten oosten van De Cocksdorp, naast het fietspad langs de waddijk, net ten noorden van De polder De Eendracht. De vorm van De Schicht komt overeen met de vorm van de oostkust van Texel. De robuuste uitvoering symboliseert de versterkte dijken die op deltahoogte zijn gebracht. De sculptuur is ontworpen door de Texelse kunstenaar Harry Tielemans. De opdrachtgever was het bestuur van het oude waterschap Texel en de onthulling vond plaats op 3 november 1981 door de heer mr. H.J. Zeevalking, de toenmalige minister van Verkeer en Waterstaat. Nu zijn de Waddenzeedijken op Texel in beheer en onderhoud bij Hoogheemraadschap Hollands Noorderkwartier.